# 新井町 (栃木市)
新井町（あらいまち）は、栃木県栃木市の地名。郵便番号は328-0061。
　

## 地理
皆川地区東部に位置し、東は野中町・箱森町、西は大皆川町、南は泉川町、北は皆川城内町と接している。

### 河川
- 永野川

## 世帯数と人口
2023年（令和5年）10月31日現在の世帯数と人口は以下の通りである。
| 町丁   | 世帯数  | 人口   |
| ------ | ------- | ------ |
| 新井町 | 511世帯 | 1081人 |

## 施設
商業
- セブンイレブン栃木インター店
- 和菓子もめん弥栃木インター店

## 交通

### 道路
高速道路
- 東北自動車道 栃木インターチェンジ

主要地方道
- 栃木県道32号栃木粕尾線（インター通り・鍋山街道）
- 栃木県道75号栃木佐野線（皆川街道）

## 小・中学校の学区
市立小・中学校に通う場合、学区は以下の通りとなる。
| 番地 | 小学校                 | 中学校             |
| ---- | ---------------------- | ------------------ |
| 全域 | 栃木市立皆川城東小学校 | 栃木市立皆川中学校 |